# 松平定房
松平 定房（まつだいら さだふさ）は、江戸時代前期の大名。伊予国今治藩の初代藩主。定房系久松松平家初代。官位は従四位下・侍従。

## 生涯
遠江国掛川藩主・松平定勝の五男として誕生した。母は奥平信昌の養女（奥平貞友の次女）・たつ。慶長16年（1611年）、伯父の徳川家康に初めて拝謁した。
元和7年（1621年）、従五位下・美作守に叙任された。同年、毛利高政に砲術を学び、秘伝書を授けられている。
寛永2年（1625年）、伊勢国長島に知行地7000石を賜わった。同12年（1635年）、伊予今治城3万石に加増転封された。正保4年（1647年）、南蛮船の長崎入港に際し、兄で長崎探題の松平定行に従い長崎へ出向した。寛文5年（1665年）、江戸城代役（大留守居）を命ぜられ、武蔵国・下総国・常陸国の内に1万石を加増された。さらに従四位下に昇進された。寛文9年（1669年）、鷹司房子の将軍家入内に際し、定房が4代将軍・徳川家綱の名代として参内し、侍従に昇進された。
延宝2年（1674年）、江戸城代役を辞職し隠居し、薙髪し安心軒と号した。延宝4年（1676年）6月28日、領国の今治で卒去した。享年73。松源院で葬儀が行われ、実相院殿憲誉安心大居士と号を贈られた。今治国分山へ葬られた。
正室の内藤氏は元禄2年（1689年）、江戸で卒去した。長栄院殿相誉安貞清憲大法尼と号を贈られ、江戸深川の霊巌寺に葬られた。
寛文5年（1665年）、江戸城留守居役を命ぜられた際、定房はもう高齢の域であったが、健康に問題なしとされ、任命されている。

## 系譜
- 正室：長栄院（? - 1689年） - 内藤政長の娘
  - 長男：松平定経（1630年 - 1670年）
  - 次男：松平定時（1635年 - 1676年）